# Albury
Albury – miasto w stanie Nowa Południowa Walia (Australia), nad rzeką Murray, główny ośrodek okręgu Riverina. Po drugiej stronie rzeki leży Wodonga.

## Historia
- 1824 – Odkrycie rzeki Murray przez podróżników Williama Hovella i Hamiltona Hume'a
- 1838 – Stworzenie planu rozbudowy miasta.
- 1844 – Ukończenie budowy pomostu łączącego dwa brzegi rzeki, znacznie skracającego czas podróży do Albury.

## Muzea
- Drage's Historical Aircraft Museum – muzeum lotnictwa. W swoich zbiorach posiada modele starych samolotów i największą w kraju kolekcję dwupłatowców.
- Regional Art Gallery – muzeum sztuki regionalnej, znajdujące się w zabytkowym pałacyku.

## Albury dziś
Albury jest głównym ośrodkiem okręgu Riverina, na rynek dostarcza zboża, owoce i zwierzęta hodowlane. Wraz z sąsiednim miastem Wodonga jest najszybciej rozwijającą się śródlądową metropolią w kraju. Oba miasta zamieszkuje ok. 100 tys. mieszkańców, w samym Albury w roku 2021 mieszkało 56 tys. ludzi. Miasto znajduje się przy trasie Hume Highway, posiada również lotnisko. Swoją siedzibę ma tu Uniwersytet im. Charlesa Sturta.

## Osoby urodzone w mieście
- Mac Hughes – rugbysta
- Margaret Smith Court – zwyciężczyni 64 turniejów wielkoszlemowych[2]